# Даки Агэ
Даки́ А́гэ (яп. 抱上 даки агэ, подъем противника с обхватом туловища) — приём в дзюдо, входящий в раздел бросков, группу бросков из стойки, класс бросков для проведения которых в основном используются бёдра и поясница. В спортивном дзюдо запрещён. В английском языке известен как high lift и получил большое распространение в различных видах смешанных единоборств.

## История
Бросок был включен в современный список 67 приёмов Кодокан-дзюдо в 1982 году . Тем не менее, предполагается что бросок был известен в дзюдо задолго до 1982 года под различными названиями: Моти Агэ, Идаки Агэ, Даки Отоси и другими. До 2000 года был разрешённым приёмом на соревнованиях по спортивному джиу-джитсу, пока Хирон Грейси не отправил своего соперника Камерона Эрла в глубокий нокаут, проведя классический Даки Агэ.

## Техника выполнения
Приём производится в то время, когда атакуемый находится на спине, обхватив туловище стоящего (или способного подняться) противника ногами (так называемый гард в смешанных боевых искусствах). Атакующий поднимает соперника за отвороты дзюдоги и с силой опускает его в исходное положение, ударяя спиной о татами. При проведении приёма атакуемый может получить тяжёлые травмы позвоночника, и это заставляет его либо препятствовать подъёму, либо разомкнуть ноги.

## Техника защиты
Контрприём проводится одной рукой, которая блокирует ногу соперника, желательно толчковую (или обе ноги обеими руками), крепко удерживая рукой за штанину в районе задней группы мышц бедра и оттягивая штанину рукой вниз, либо обхватив предплечьем голень с тыльной стороны, в подколенной впадине, и резко надавливая на себя, чем препятствует разгибанию ноги в коленном суставе и вставанию соперника на обе ноги, приводит к потере равновесия и возвращению в партер.

## Ограничение применения
С 1925 года в дзюдо применялось правило: если атакуемый в такой позиции был поднят до уровня плеч атакующего, то объявлялся иппон, при этом не было никакой необходимости бросать соперника назад, чем впрочем, многие грешили. С 1981 года по правилам Международной федерации дзюдо, а с 1985 год и Кодокан-дзюдо, после отрыва противника от татами в такой позиции, схватка останавливалась, и это правило действует по сей день.
Исключение броска из соревнований обусловлено ещё одним, неписаным правилом Кодокана: любой бросок должен представлять собой непрерывное движение, броски из партера не оцениваются. Так, например, бросок Томоэ Нагэ (бросок с упором ноги в живот), должен проводиться непрерывно, не разбиваясь на две фазы. Если атакующий сначала упал на спину и осуществил бросок после паузы, находясь в положении лёжа, то такой бросок засчитан не будет. Следуя этому правилу, и подъём противника из партера запрещён .